# Ifsar
Ifsar (cyr. Ифсар) – wieś w Bośni i Hercegowinie, w Republice Serbskiej, w gminie Čajniče. W 2013 roku liczyła 12 mieszkańców.